# Jörgen Häggqvist
Jörgen Häggqvist (9 de julio de 1962) es un deportista sueco que compitió en judo. Ganó una medalla de bronce en el Campeonato Europeo de Judo de 1985 en la categoría de –65 kg.

## Palmarés internacional
| Campeonato Europeo | Campeonato Europeo | Campeonato Europeo | Campeonato Europeo |
| Año                | Lugar              | Medalla            | Categoría          |
| ------------------ | ------------------ | ------------------ | ------------------ |
| 1985               | Hamar (Noruega)    | Medalla de bronce  | –65 kg             |